# Baltimore (Schiff, 1943)
Die USS Baltimore (CA-68) war ein Schwerer Kreuzer und Typschiff der Baltimore-Klasse, der im April 1943 in Dienst gestellt wurde. Das Schiff leistete während des Pazifikkriegs Einsatz in der United States Pacific Fleet. Zwischen Juli 1946 und November 1951 lag die Baltimore in der Reserveflotte, ehe sie reaktiviert und fortan für Übungseinsätze genutzt wurde. Nach seiner endgültigen Ausmusterung im Mai 1956 befand sich das Schiff weitere fünfzehn Jahre in der Reserveflotte, ehe es im Februar 1971 aus dem Naval Vessel Register gestrichen und 1972 in Portland (Oregon) abgewrackt wurde.

## Geschichte
Die Baltimore wurde am 26. Mai 1941 in der Werft der Bethlehem Shipbuilding Corporation auf Kiel gelegt und am 28. Juli 1942 vom Stapel gelassen. Taufpatin war die Frau des damaligen Bürgermeisters von Baltimore, Howard W. Jackson. Die Indienststellung des Kreuzers erfolgte am 15. April 1943 unter dem Kommando von Captain Walter Carson Calhoun.
Bereits kurz nach seiner Indienststellung nahm das Schiff an Einsätzen im Pazifikkrieg teil. Von November 1943 bis Juni 1944 gab sie Feuerunterstützung für Truppen vor der Inselgruppe Makin. Es folgten weitere Einsätze während der Invasion von Kwajalein, der Operation Hailstone und der Einnahme von Eniwetok, alle zwischen Januar und März 1944. Bis Juni 1944 gab die Baltimore zudem Feuerunterstützung bei Angriffen auf die Marianen, Minami-Torishima (auch als Marcus Island bekannt) und Wake sowie bei der Invasion von Jayapura und Saipan.
Einen weiteren wichtigen Einsatz hatte das Schiff vom 19. auf den 20. Juni 1944 bei der Schlacht in der Philippinensee. Im Juli 1944 beförderte die Baltimore den US-amerikanischen Präsidenten Franklin D. Roosevelt zu einem Treffen mit Chester Nimitz und Douglas MacArthur in Pearl Harbor und anschließend nach Alaska, wo er das Schiff am 9. August wieder verließ.
Im November 1944 kehrte die Baltimore ins aktive Kampfgeschehen zurück und diente fortan in der United States Third Fleet. Dort nahm sie bis Januar 1945 an Angriffen auf Luzon, Formosa und Okinawa teil. Am 26. Januar wechselte das Schiff zur United States Fifth Fleet und kam dort vor Honshū und Iwojima zum Einsatz.
Nach Kriegsende nahm die Baltimore an der Rückführung amerikanischer Truppen im Rahmen der Operation Magic Carpet teil. Anschließend lag das Schiff noch bis Februar 1946 als Besatzermacht in Japan, ehe es in die Vereinigten Staaten zurückkehrte und dort am 8. Juli 1946 zur Reserveflotte stieß.
Nach mehr als fünf Jahren wurde die Baltimore am 28. November 1951 reaktiviert und in den folgenden Jahren überwiegend für Übungseinsätze genutzt. Unter anderem nahm sie als Teil der United States Sixth Fleet an Fahrten ins Mittelmeer in den Jahren 1952, 1953 und 1954 teil. Im Juni 1953 vertrat das Schiff die United States Navy bei der Flottenparade von Spithead.
Am 31. Mai 1956 beendete die Baltimore ihre aktive Dienstzeit und wechselte erneut in die Reserveflotte. Nachdem sie dort fast fünfzehn Jahre verbracht hatte, wurde sie am 15. Februar 1971 aus dem Naval Vessel Register gestrichen und ab September 1972 in der Werft von Zidell Companies in Portland (Oregon) abgewrackt. 200 Tonnen ihres Stahls wurden im Fermi National Accelerator Laboratory verbaut.